# Jelenie (Bory Tucholskie)
Jelenie (kasz. Jelenié) – przepływowe jezioro rynnowe w Borach Tucholskich, położone w gminie Kościerzyna, w powiecie kościerskim, w województwie pomorskim.
Zbiornik wodny znajduje się na obszarze Kaszub Południowych. Jego powierzchnia wynosi 71 ha, długość 2,8 km a maksymalna głębokość 19 m. Jest jeziorem rynnowym i wraz z jeziorami Gołuń, Wdzydze, Radolnym i Słupinkiem stanowi akwen zwany potocznie Kaszubskim Morzem. Cały akwen objęty jest obszarem Wdzydzkiego Parku Krajobrazowego. W pobliżu jeziora przebiega turystyczny Szlak Kaszubski.
Nad jeziorem położone są miejscowości Czarlina, Skoczkowo i w jego sąsiedztwie także od strony wschodniej Wdzydze.